# عبد الله آباد اران (سفيد دشت)
عبد الله أباد اران (بالفارسية: عبدالله‌آباد اران) هي قرية تقع في إيران في قسم سفید دشت الريفي.